# Bisons de Buffalo
Pour les articles homonymes, voir Bisons de Buffalo (homonymie).
 (septembre 2024).
Si vous disposez d'ouvrages ou d'articles de référence ou si vous connaissez des sites web de qualité traitant du thème abordé ici, merci de compléter l'article en donnant les références utiles à sa vérifiabilité et en les liant à la section « Notes et références ».
Les Bisons de Buffalo sont une franchise professionnelle de hockey sur glace de la Ligue américaine de hockey qui évolua à Buffalo de 1940 à 1970.

## Histoire
La franchise naît une première fois en 1928 mais à la suite d'une tempête de neige qui endommage sa patinoire, les Bisons de l'époque doivent interrompre leurs activités en 1936 après seulement 11 matchs disputés dans la nouvelle IAHL.
L'équipe renaît quatre années plus tard lors du rachat, par Louis M. Jacobs, de l'équipe des Stars de Syracuse qu'il fait déménager à Buffalo. Les nouveaux bisons jouent leur premier match le 3 novembre 1940 contre les Barons de Cleveland, match perdu 2-4.
Les bisons remportent la coupe Calder à cinq reprises et participent à quatre autres finales (1948, 1955, 1959 et 1962). Ils ont été affiliés aux équipes de LNH des Canadiens de Montréal, des Black Hawks de Chicago et des Rangers de New York.
Le joueur emblématique de l'équipe fut Larry Wilson qui joua pendant treize saisons pour le club. Il détient quelques records des Bisons. Sa saison la plus accomplie fut celle de 1960-1961 où il inscrivit 30 buts et 54 aides.
L'équipe fut dissoute après la saison 1969-1970 en raison de l'expansion de la LNH qui accorda une franchise à Buffalo (Sabres).
L'équipe s'entraîne dans le Buffalo Memorial Auditorium, surnommé le « Aud ». Elle fait partie des nombreuses équipes à travers le monde à être nommée après le bison.

## Statistiques de saisons
| Saison    | PJ | V  | D  | N  | DP | Pts | BP  | BC  | Classement final        | Séries éliminatoires |
| 1940-1941 | 56 | 19 | 27 | 10 | 0  | 48  | 148 | 176 | 4e division Est         | Non qualifiés        |
| 1941-1942 | 56 | 25 | 25 | 6  | 0  | 56  | 182 | 157 | 4e division Est         | Non qualifiés        |
| 1942-1943 | 56 | 28 | 21 | 7  | 0  | 63  | 189 | 143 | 2e                      | Vainqueurs           |
| 1943-1944 | 54 | 25 | 16 | 13 | 0  | 63  | 201 | 168 | 2e division Est         | Vainqueurs           |
| 1944-1945 | 60 | 31 | 8  | 21 | 0  | 70  | 200 | 182 | 1er division Est        | Éliminés au 1er tour |
| 1945-1946 | 62 | 38 | 16 | 8  | 0  | 84  | 270 | 196 | 1er division Est        | Vainqueurs           |
| 1946-1947 | 64 | 36 | 17 | 11 | 0  | 83  | 257 | 173 | 2e division Ouest       | Éliminés au 2e tour  |
| 1947-1948 | 68 | 41 | 23 | 4  | 0  | 86  | 277 | 238 | 3e division Ouest       | Finalistes           |
| 1948-1949 | 68 | 33 | 27 | 8  | 0  | 74  | 246 | 213 | Derniers division Ouest | Non qualifiés        |
| 1949-1950 | 70 | 32 | 29 | 9  | 0  | 73  | 226 | 208 | 1er division Est        | Éliminés au 1er tour |
| 1950-1951 | 70 | 40 | 26 | 4  | 0  | 84  | 309 | 284 | 1er division Est        | Éliminés au 1er tour |
| 1951-1952 | 68 | 28 | 36 | 4  | 0  | 60  | 230 | 298 | 3e division Est         | Éliminés au 1er tour |
| 1952-1953 | 64 | 22 | 39 | 3  | 0  | 47  | 160 | 236 | Derniers                | Non qualifiés        |
| 1953-1954 | 70 | 39 | 24 | 7  | 0  | 85  | 283 | 217 | 1er                     | Éliminés au 1er tour |
| 1954-1955 | 64 | 31 | 28 | 5  | 0  | 67  | 248 | 228 | 4e                      | Finalistes           |
| 1955-1956 | 64 | 29 | 30 | 5  | 0  | 63  | 239 | 250 | 3e                      | Éliminés au 1er tour |
| 1956-1957 | 64 | 25 | 37 | 2  | 0  | 52  | 209 | 270 | 5e                      | Non qualifiés        |
| 1957-1958 | 70 | 25 | 42 | 3  | 0  | 53  | 224 | 301 | Derniers                | Non qualifiés        |
| 1958-1959 | 70 | 38 | 28 | 4  | 0  | 80  | 233 | 201 | 1er                     | Finalistes           |
| 1959-1960 | 72 | 33 | 35 | 4  | 0  | 70  | 251 | 271 | 5e                      | Non qualifiés        |
| 1960-1961 | 72 | 35 | 34 | 3  | 0  | 73  | 259 | 261 | 4e                      | Éliminés au 1er tour |
| 1961-1962 | 70 | 36 | 31 | 3  | 0  | 75  | 247 | 219 | 2e division Ouest       | Finalistes           |
| 1962-1963 | 72 | 41 | 24 | 7  | 0  | 89  | 237 | 199 | 1er division Ouest      | Vainqueurs           |
| 1963-1964 | 72 | 25 | 40 | 7  | 0  | 57  | 194 | 260 | Derniers division Ouest | Non qualifiés        |
| 1964-1965 | 72 | 40 | 26 | 6  | 0  | 86  | 261 | 218 | 2e division Ouest       | Éliminés au 2e tour  |
| 1965-1966 | 72 | 29 | 40 | 3  | 0  | 61  | 215 | 243 | Derniers division Ouest | Non qualifiés        |
| 1966-1967 | 72 | 14 | 51 | 7  | 0  | 35  | 207 | 386 | Derniers division Ouest | Non qualifiés        |
| 1967-1968 | 72 | 32 | 28 | 12 | 0  | 76  | 239 | 224 | 3e division Ouest       | Éliminés au 1er tour |
| 1968-1969 | 74 | 41 | 18 | 15 | 0  | 97  | 282 | 192 | 1er division Ouest      | Éliminés au 1er tour |
| 1969-1970 | 72 | 40 | 17 | 15 | 0  | 95  | 280 | 193 | 1er division Ouest      | Vainqueurs           |

## Entraîneurs
- Cecil Thompson (1940-1942)
- Eddie Shore (1942-1943)
- Art Chapman (1943-1945)
- Frank Beisler (1945-1947)
- Leroy Goldsworthy (1947-1948)
- Toe Blake (1948)
- Leroy Goldsworthy (1949-1952)
- Frank Eddolls (1952-1954)
- Gaye Stewart (1954-1955)
- Frank Eddolls (1955-1957)
- Harry Watson (1957-1958)
- Bobby Kirk (1958-1959)
- Fred Hunt (1958-1959)
- Aubrey Clapper (1959-1960)
- Frank Eddolls (1960-1961)
- Billy Reay (1961-1963)
- Jack Evans (1963-1964)
- Phil Watson (1964-1966)
- Fred Hunt (1966-1968)
- Fred Shero (1968-1970)

## Records d'équipe

### En une saison
- Buts : 55  Guy Trottier (1969-70)
- Aides : 84  Art Stratton (1964-65)
- Points : 113  Ab DeMarco (1950-51)
- Buts encaissés par partie : 2,40  Gordon Bell (1942-43)

### En carrière
- Buts : 267  Larry Wilson
- Aides : 429  Larry Wilson
- Points : 696 Larry Wilson
- Nombre de parties : 784 Larry Wilson